# Пожечане
Пожеча́не (также поречане; пол. porzeczanie) — cубэтническая группа поляков, населявшая до начала XX века небольшую область на левом берегу реки Варты от устья Просны до устья Лютыни на территории современного Великопольского воеводства. Включалась в состав великополян. Соседями пожечан были тостоки.
Субэтническая группа пожечан, имевшая собственное самоназвание, компактную область расселения и культурно-бытовые особенности, отмечалась польскими этнографами (Адам Фишер, Ян Станислав Быстронь и другие) в XIX и начале XX века. Исследователи середины XX века уже не выявляли у местных жителей в регионе проживания пожечан осознания отличий от других групп польского этноса и сохранения у них каких-либо особых этнокультурных черт.
Название субэтноса «пожечане» имеет достаточно ясную этимологию — «живущие на речном берегу».